# Poena (bướm đêm)
Poena là một chi bướm đêm thuộc họ Erebidae.